# Ernst Ziehm
Ernst Bruno Victor Ziehm (ur. 1 maja 1867 w Deutsch Damerau, zm. 7 lipca 1962 w Timmendorfer Strand koło Lubeki) – gdański polityk opcji niemiecko-narodowej, poseł do gdańskiego Volkstagu (1920–1937), w latach 1931–1933 przewodniczący Senatu Wolnego Miasta Gdańska.

## Życiorys
Pochodził z rolniczej rodziny osiadłej na Żuławach. Ukończył Gimnazjum Królewskie w Gdańsku. Z wykształcenia prawnik: studiował w Berlinie i Lipsku, praktykował w Brodnicy i Kwidzynie.
W latach 1905–1920 zajmował wysokie stanowiska w administracji państwowej w Opolu i Gdańsku, gdzie był m.in. dyrektorem Trybunału Administracyjnego (1914) oraz prezesem Najwyższego Sądu Administracyjnego (po 1922).
Od 1920 r. posłował do gdańskiego parlamentu (Volkstagu) przez pięć kadencji z ramienia Niemieckonarodowej Partii Ludowej (DNVP) (aż do 1937 roku). Od 1920 r. pełnił funkcję wiceprezydenta (do 1925), a w okresie 9 stycznia 1931 – 30 maja 1933 prezydenta gdańskiego Senatu. Po dojściu do władzy NSDAP w 1935 r. wycofał się z życia publicznego.
Po II wojnie światowej osiadł w Niemczech Zachodnich, gdzie w 1956 r. wydał wspomnienia „Aus meiner politischen Arbeit in Danzig 1914-39".
Był bratem Franza.